# Dave Winchester
Pour les articles homonymes, voir Winchester.
Dave Winchester est un bodyboardeur australien originaire de Mullumbimby. Il participe à l'IBA World Tour 2011.